# Camera Obscura (schottische Band)
Camera Obscura ist eine schottische Indie-Band.

## Bandgeschichte
Im Jahr 1996 gründeten Sängerin und Songwriterin Tracyanne Campbell, Schlagzeuger und Sänger John Henderson, Bassist Gavin Dunbar und Gitarrist David Skirving in Glasgow die Band Camera Obscura. In den ersten Jahren nahmen sie mehrere Singles auf und die Gruppe wuchs auf sechs Mitglieder an. Einer breiteren Öffentlichkeit bekannt wurden sie, als 2001 der BBC-Radiomoderator John Peel auf sie aufmerksam wurde. Im Jahr darauf veröffentlichten sie ihr Debütalbum Biggest Bluest Hi-Fi. In diesen frühen Jahren wurden sie immer wieder von Musikern der zeitgleich in Glasgow gegründeten Band Belle and Sebastian unterstützt. Das zweite Album Underachievers Please Try Harder folgte 2003. Es wurde nicht nur in ihrer Heimat, sondern auch in den USA veröffentlicht.
Für die Peel-Sessions vertonten die Musiker 2004 zwei Gedichte des schottischen Nationaldichters Robert Burns und als ihr Förderer John Peel im selben Jahr starb, widmeten sie ihm die Singleveröffentlichung von I Love My Jean. Zwischenzeitlich waren Camera Obscura weltweit erfolgreich auf Tour gegangen. Ihr nächstes Album produzierten sie in Schweden zusammen mit Produzent Jari Haapalainen, aber ohne den zweiten Sänger John Henderson, der die Band zuvor verlassen hatte. Damit rückte der Gesang von Tracyanne Campbell alleine in den Vordergrund. Let's Get Out of This Country erschien international 2006 und brachte ihnen einen ersten Achtungserfolg in den US-amerikanischen Independent-Charts. 
Die folgenden Jahre brachten weitere Veränderungen, so zog sich Trompeter Nigel Baillie als festes Bandmitglied zurück, obwohl er noch gelegentlich mit der Band auftritt. Außerdem wechselten sie das Label. Der endgültige Durchbruch gelang den Schotten 2009 mit dem Album My Maudlin Career. Damit schafften sie es erstmals in die offiziellen Albumcharts sowohl in Großbritannien als auch in den USA. Danach nahm sich die Band wegen gesundheitlicher und persönlicher Probleme der Mitglieder eine Auszeit. Bis 2013 hatten sie jedoch wieder ein neues Album fertiggestellt, das diesmal mit Produzent Tucker Martine in den USA aufgenommen wurde. Desire Lines konnte an den Charterfolg des Vorgängers anknüpfen. Am 11. Oktober 2015 starb Keyboarderin Carey Lander an Knochenkrebs.

## Diskografie

### Alben
- Biggest Bluest Hi Fi - November 2001 - Andmoresound
- Underachievers Please Try Harder - September 2003 - Elefant
- Let's Get Out of This Country - Juni 2006 - Elefant
- My Maudlin’ Career - April 2009 - 4AD
- Desire Lines - Juni 2013 - 4AD
- Look to the East, Look to the West - Mai 2024 - Merge

### Singles
- Park and Ride - März 1998 - Andmoresound
- Your Sound - Dezember 1998 - Andmoresound
- Rare UK Bird - Dezember 1999 - Quattro
- Eighties Fan - Juni 2001 - Andmoresound
- Teenager - Mai 2003 - Elefant
- Keep It Clean - Juli 2004 - Elefant
- I Love My Jean - März 2005 - Elefant
- Lloyd, I’m Ready to Be Heartbroken - Mai 2006 - Elefant
- Let’s Get Out of This Country - September 2006 - Elefant
- If Looks Could Kill - Januar 2007 - Elefant
- Tears for Affairs - April 2007 - Elefant
- French Navy - April 2009 - 4AD
- The Sweetest Thing - November 2009 - 4AD
- The Blizzard - Dezember 2009 - 4AD
- The Nights Are Cold - Mai 2010 - 4AD
- Do It Again - Mai 2013 - 4AD
- Break It to You Gently - Oktober 2013 - 4AD
- Troublemaker - Oktober 2013 - 4AD